# Abderrahim Deghmoum
Abderrahim Deghmoum (in arabo عبد الرحيم دغموم‎?; Beni Aziz, 2 dicembre 1998) è un calciatore algerino, centrocampista dell'Al-Masry.

## Caratteristiche tecniche
È un'ala sinistra, in possesso di discrete doti tecniche, in grado di agire da trequartista.

## Carriera

### Club
Muove i suoi primi passi nelle giovanili dell'ES Sétif, che nel 2018 lo aggrega alla prima squadra. Il 25 agosto 2022 si trasferisce in Egitto, accordandosi con l'Al-Masry fino al 2025. Esordisce nel campionato egiziano il 18 ottobre contro il Ceramica Cleopatra.

### Nazionale
Esordisce in nazionale il 17 giugno 2021 contro la Liberia in amichevole, subentrando al 73' al posto di Mohamed El Amine Amoura.

## Statistiche

### Presenze e reti nei club
Statistiche aggiornate al 28 gennaio 2023.
| Stagione        | Squadra         | Campionato      | Campionato | Campionato | Coppe nazionali | Coppe nazionali | Coppe nazionali | Coppe continentali | Coppe continentali | Coppe continentali | Altre coppe | Altre coppe | Altre coppe | Totale | Totale |
| Stagione        | Squadra         | Comp            | Pres       | Reti       | Comp            | Pres            | Reti            | Comp               | Pres               | Reti               | Comp        | Pres        | Reti        | Pres   | Reti   |
| --------------- | --------------- | --------------- | ---------- | ---------- | --------------- | --------------- | --------------- | ------------------ | ------------------ | ------------------ | ----------- | ----------- | ----------- | ------ | ------ |
| 2017-2018       | ES Sétif        | L1              | 3          | 0          | CA              | 0               | 0               | -                  | -                  | -                  | -           | -           | -           | 3      | 0      |
| 2018-2019       | ES Sétif        | L1              | 8          | 1          | CA              | 1               | 0               | -                  | -                  | -                  | -           | -           | -           | 9      | 1      |
| 2019-2020       | ES Sétif        | L1              | 16         | 1          | CA              | 0               | 0               | -                  | -                  | -                  | -           | -           | -           | 16     | 1      |
| 2020-2021       | ES Sétif        | L1              | 27         | 3          | CA              | 0               | 0               | CC                 | 7                  | 0                  | -           | -           | -           | 34     | 3      |
| 2021-2022       | ES Sétif        | L1              | 27         | 2          | CA              | 0               | 0               | CCL                | 12                 | 2                  | -           | -           | -           | 39     | 4      |
| Totale ES Sétif | Totale ES Sétif | Totale ES Sétif | 81         | 7          |                 | 1               | 0               |                    | 19                 | 2                  |             | -           | -           | 101    | 9      |
| 2022-2023       | Al-Masry        | PL              | 12         | 2          | CE              | 0               | 0               | -                  | -                  | -                  | -           | -           | -           | 12     | 2      |
| Totale carriera | Totale carriera | Totale carriera | 93         | 9          |                 | 1               | 0               |                    | 19                 | 2                  |             | -           | -           | 113    | 11     |

### Cronologia presenze e reti in nazionale
| Cronologia completa delle presenze e delle reti in nazionale ― Algeria | Cronologia completa delle presenze e delle reti in nazionale ― Algeria | Cronologia completa delle presenze e delle reti in nazionale ― Algeria | Cronologia completa delle presenze e delle reti in nazionale ― Algeria | Cronologia completa delle presenze e delle reti in nazionale ― Algeria | Cronologia completa delle presenze e delle reti in nazionale ― Algeria | Cronologia completa delle presenze e delle reti in nazionale ― Algeria | Cronologia completa delle presenze e delle reti in nazionale ― Algeria |
| Data                                                                   | Città                                                                  | In casa                                                                | Risultato                                                              | Ospiti                                                                 | Competizione                                                           | Reti                                                                   | Note                                                                   |
| ---------------------------------------------------------------------- | ---------------------------------------------------------------------- | ---------------------------------------------------------------------- | ---------------------------------------------------------------------- | ---------------------------------------------------------------------- | ---------------------------------------------------------------------- | ---------------------------------------------------------------------- | ---------------------------------------------------------------------- |
| 17-6-2021                                                              | Bir El Djir                                                            | Algeria                                                                | 5 – 1                                                                  | Liberia                                                                | Amichevole                                                             | -                                                                      | 73’                                                                    |
| Totale                                                                 |                                                                        | Presenze                                                               | 1                                                                      |                                                                        | Reti                                                                   | 0                                                                      |                                                                        |